# 精神決定論
精神决定论是一种决定论，它认为所有的心理过程都不是自发的，而是由无意识的或预先存在的心理复合体决定的。它依赖于应用于心理事件的因果关系原则，在这种情况下，没有任何事情是偶然或偶然任意发生的。它是精神分析学的核心概念之一。因此，口误、忘记人名以及其他语言联想或错误都被认为具有心理意义。精神分析治疗师通常会调查客户，让他们详细解释为什么某些东西“突然出现”在他们的脑海里，或者为什么他们可能会忘记某人的名字，而不是忽略这些材料。然后，治疗师分析这个讨论，以寻找线索，揭示言语联想失语的无意识联系。心理决定论与决定论的总体概念有关，特别是在人类行为方面。坚持精神决定论信念的治疗师认为，人类的行为和决定是预先决定的，并不一定在他们自己的控制之下。

## 起源

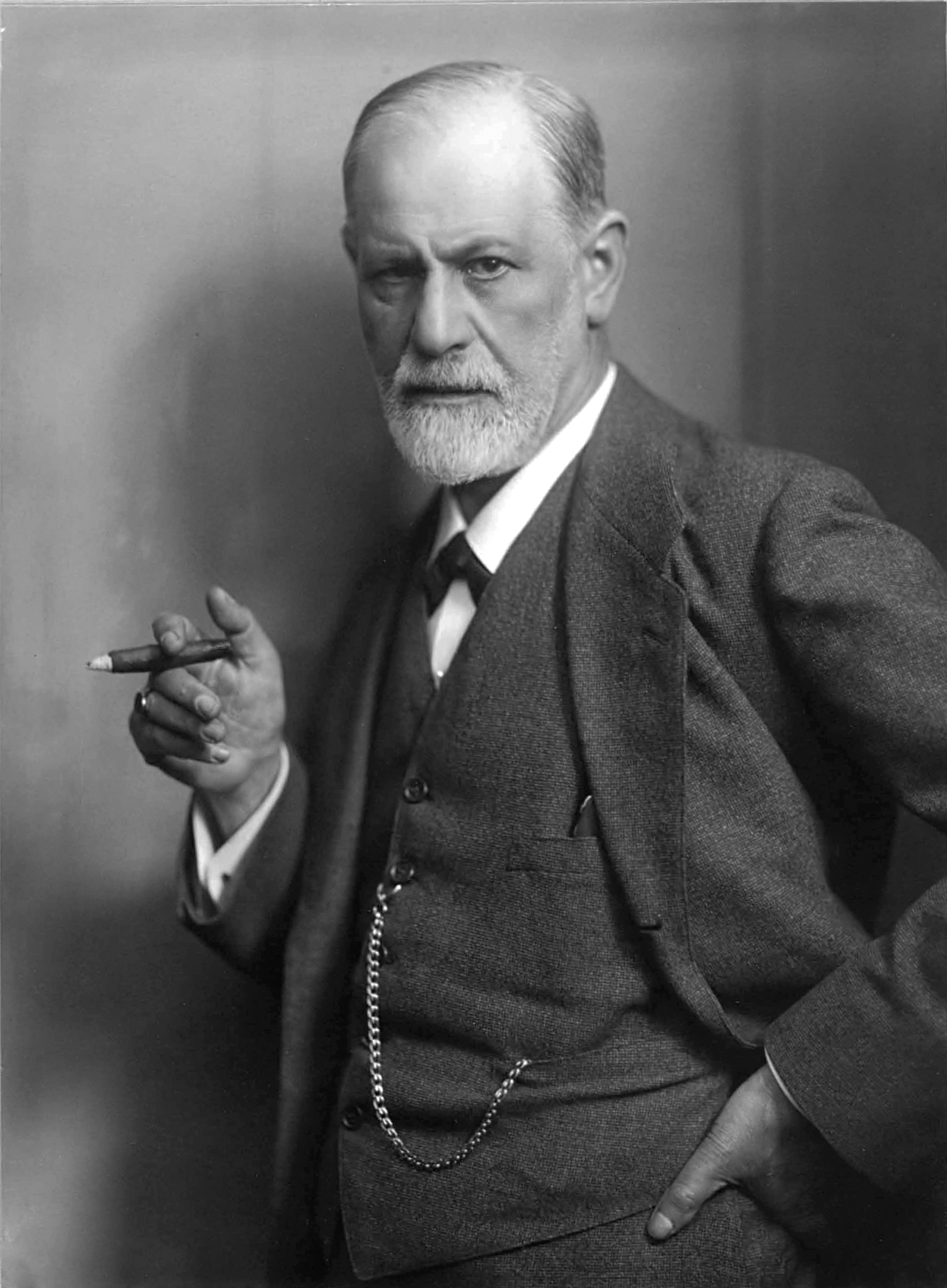
西格蒙德·弗洛伊德，马克斯·哈尔伯施塔特拍摄于1921年

1901年，西格蒙德·弗洛伊德发表了《日常生活的精神病理学》一书，在书中，他详细阐述了在治疗过程中通常微不足道或被忽视的细节的重要性。正是在这本著作中，弗洛伊德开始使用术语“弗洛伊德式錯誤”来指代看似无意的口误。弗洛伊德把这些口误解释为无意识的欲望或冲动的结果。在精神分析治疗过程中，弗洛伊德会解剖并询问参与者是否有精神上的失误或口误，因为他相信这会让他了解病人的无意识动机。
虽然“弗洛伊德式错误”被认为是弗洛伊德作品中最普遍的精神决定论的例子，但决定论的这个概念并不是唯一的。“精神决定论”一词还包括其他形式的精神失忆，比如忘记某人的名字。

## 临床环境
精神决定论是精神分析治疗中自由联想的一个极其重要的特征，至今仍对许多精神分析学家具有重要意义。自由联想法是由西格蒙德·弗洛伊德提出的，作为治疗神经症患者的催眠法的替代品。在自由联想的过程中，病人被鼓励说出他们在治疗过程中想到的任何事情，而不是自我审查。在自由联想过程中，客户有时会想到一个形象或说一些看起来奇怪或无意的话。治疗师不会忽视这一点，而是会开始钻研这个问题，并确定它的潜在原因，弗洛伊德认为这通常是一些无意识的冲动。在精神分析和自由联想过程中，患者通常躺在沙发上，而精神分析学家就坐在近处，但略远离他们的视线。病人一开始就把自己想到的想法说出来，不管这些想法看起来多么不合逻辑、多么怪异、多么卑鄙。

### 例子

#### 患者
我想起了我仿佛亲眼看到的毛茸茸的云。它们是白色和珍珠色的。天空布满了云，但仍能不时看到几片蔚蓝的斑点。
云的形状不断变化。它们是流体，因为它们是凝聚的水粒子。
我在想我可能对这水着迷了。医生告诉我说我脱水了；我的身体里没有足够的水。他建议我每天喝2-3升水。矿泉水或茶!
我认为我需要在食物里加盐和口渴之间有某种联系。我的身体找了个借口——咸食物——让我多喝水。我有很多关于我身体表现的想法，这些想法似乎符合逻辑，旨在达到内在平衡。其实每个人都有自己的内心医生。那有什么需要外聘医生的?如果你允许自己随心所欲地撒谎，不做任何假设，你就会有一种直觉，能做出让你惊讶的东西，但对你的身体有用，确保你的健康和精神振奋。我在哪儿读到过，一个人可以成为自己的医生……每个人都可以做自己的医生。”

#### 治疗师分析
“我们在这里停止了病人的联想。我们可能会注意到这与她与治疗师的关系有间接的联系。她与身体自发性医学的联系导致了这样一种想法，即实际上没有医生是必要的。病人认为精神分析学家实际上对她的健康没有任何贡献，没有他们她也能过得很好。
我们必须承认，病人产生的一系列自由联想在某种程度上与她目前的处境有关，包括最近的现实：她的精神分析治疗。这种疗法的新奇之处，以及与精神分析学家的关系，会自动诱发思想、评论，或多或少地诱发最近的记忆。在治疗过程中，病人提到了一位医生，而这位医生实际上并没有帮助她，这并非偶然。这种记忆可能与当前的情况有关，也可能转化为患者对这种分析疗法的效用的怀疑。
然而，这种怀疑有一个更久远的历史，它突出了患者与母亲的关系，当时她还是个孩子，依赖父母的支持。”